# Gumbo Limbo Trail
Le Gumbo Limbo Trail est un sentier d'interprétation du parc national des Everglades, un parc national américain qui protège une partie des Everglades, dans le sud de la Floride. En forme de boucle, il démarre et débouche sur le site de Royal Palm, d'où part et où arrive également l'Anhinga Trail.